# 有楽町ベンチーズ
有楽町ベンチーズ（ゆうらくちょうベンチーズ）は、ニッポン放送ショウアップナイターを盛り上げるために結成された女性アイドルグループである。2017年4月に有楽町ベンチーズとして結成され、2018年の活動休止後、2019年に名前をベンチーズに改め新メンバーで復活している。

## 略歴
プロ野球とショウアップナイターを盛り上げるアイドルグループとしてコラソンエンターテイメント・植田朝日のプロデュースにより結成。監督にはものまね芸人・アントキの猪木、マネージャーには劇団コラソン・チップ青木が務める。

2017年4月8日「ニッポン放送『ショウアップナイターファンクラブ』 プレイボールパーティ2017」にて初顔見世以降、ライブ・イベント・野球関連PR等を中心に活動中。 2019年に新メンバーのみで名前を「ベンチーズ」に改め再始動をする。

2020年1月11日、現体制ラストライブを行った。

## メンバー
| 名前   | 背番号 | 推し球団                   |
| ------ | ------ | -------------------------- |
| ミナ   | 37番   | 読売ジャイアンツ           |
| ユーリ | 56番   | 阪神タイガース             |
| ヒナ   | 7番    | ヤクルトスワローズ         |
| シュウ | 22番   | 北海道日本ハムファイターズ |
| カブ   | 26番   | 千葉ロッテマリーンズ       |

## 旧メンバー
- 中谷あすみ
- 日里麻美
- 宮脇静香[5]
- 宮地真里奈
- 黒田みり
- 米倉れいな
- 加藤美幸
- 今給黎史奈
- 宇咲
- 大野栞
- 佐藤有樹
- 宮田翔子
- 茂家瑞季
- 彩夏
- 渥美澄香
- 御崎かれん

## 作品
- オリジナル曲「Winnerは君だ！」[6]
- オリジナル曲「極上エール」
- オリジナル曲「GIVE UPの向こう側GIVE UP」

## 出演

### WEB
- ベンチーズTVショウアップナイターファンクラブ会員限定コンテンツ（不定期配信）[7]
- ベンチーズラジオショウアップナイターファンクラブ会員限定コンテンツ（不定期配信）[7]

### イベント
- 有楽町ベンチーズ初公式戦「ベンチーズ危機イッパツ！」2017年6月27日、渋谷[3]